# John C. Higgins
Pour les articles homonymes, voir Higgins.
John C. Higgins était un scénariste canadien né le 28 avril 1908 à Winnipeg au Canada, décédé le 2 juillet 1995 dans le Comté de Los Angeles en Californie aux États-Unis.

## Filmographie
- 1935 : La Double Vengeance (The Murder Man) de Tim Whelan
- 1936 : The Public Pays d'Errol Taggart (en)
- 1937 : Torture Money de Harold S. Bucquet
- 1938 : They're Always Caught (en) de Harold S. Bucquet
- 1939 : They All Come Out de Jacques Tourneur
- 1941 : Le Châtiment (The Penalty) de Harold S. Bucquet
- 1942 : L'Assassin au gant de velours (Kid Glove Killer) de Fred Zinnemann
- 1943 : Plan for Destruction (en) d'Edward L. Cahn
- 1945 : Main Street After Dark (en) d'Edward L. Cahn
- 1947 : L'Engrenage fatal (Railroaded!) d'Anthony Mann
- 1947 : La Brigade du suicide (T-Men) d'Anthony Mann
- 1948 : Marché de brutes (Raw Deal) d'Anthony Mann
- 1948 : The Checkered Coat (en) d'Edward L. Cahn
- 1948 : Il marchait dans la nuit (He Walked by Night) d'Alfred L. Werker et Anthony Mann
- 1949 : Incident de frontière (Border Incident) d'Anthony Mann
- 1952 : La Dernière Flèche (Pony Soldier) de Joseph M. Newman
- 1954 : Enquête spéciale (en) (The Diamond) de Montgomery Tully
- 1954 : Le Bouclier du crime (Shield for Murder) d'Edmond O'Brien et Howard W. Koch
- 1955 : Le Pacte des tueurs (Big House, U.S.A.) de Howard W. Koch
- 1955 : Le Secret des sept cités (Seven Cities of Gold) de Robert D. Webb
- 1956 : The Broken Star (en) de Lesley Selander
- 1956 : Quincannon, Frontier Scout (en) de Lesley Selander
- 1956 : Les monstres se révoltent (The Black Sleep) de Reginald Le Borg
- 1956 : Le Bataillon dans la nuit (Hold Back the Night) d'Allan Dwan
- 1957 : Jeunesse indomptée (en) (Untamed Youth) de Howard W. Koch
- 1964 : Robinson Crusoé sur Mars (Robinson Crusoe on Mars) de Byron Haskin
- 1969 : Impasse (en) de Richard Benedict
- 1969 : Le Gang de l'oiseau d'or (The File of the Golden Goose) de Sam Wanamaker
- 1972 : Daughters of Satan (en) de Hollingsworth Morse (en)